# Calycopsis simulans
Calycopsis simulans är en nässeldjursart som först beskrevs av Bigelow 1909.  Calycopsis simulans ingår i släktet Calycopsis och familjen Bythotiaridae. Inga underarter finns listade i Catalogue of Life.